# 张春生 (1943年)
张春生（1943年3月—），男，安徽蚌埠人，中华人民共和国政治人物、画家，中国美术家协会会员，曾任安徽省人大常委会副主任。

## 生平
1969年9月参加工作，1971年5月加入中国共产党。1965年9月至1969年9月，在安徽师范大学（原合肥师范学院）中文系中文专业学习，毕业后留校待分配。1970年7月起，在安徽白湖农场127部队劳动锻炼。1971年11月，任安徽省委办公厅档案处工作人员。1977年9月，任安徽省委办公厅政治处工作人员。1979年1月起，历任安徽省委办公厅秘书处秘书、副处级秘书。1983年6月，任安徽省委政策研究室副主任。1985年4月，任安徽省乡镇企业局副局长、党组副书记。1988年12月，任安徽省乡镇企业局局长、党组书记。1991年10月，任安徽省经委副主任，安徽省乡镇企业局局长、党组书记。1993年3月，任安徽省省长助理，安徽省乡镇企业局局长、党组书记。1995年11月，任滁州市委书记。1998年1月，任安徽省九届人大常委会副主任，滁州市委书记。1998年3月，任安徽省九届人大常委会副主任、党组成员。是中共十五大代表。